# Walentyna Nagórska-Rudzka
Walentyna Irena Wanda Nagórska-Rudzka (ur. 20 października 1901 w Warszawie, zm. 1992) – polska historyk emigracyjna, badaczka dziejów powstania styczniowego.

## Życiorys
Od 1921 studiowała historię na Wydziale Filozoficznym Uniwersytetu Warszawskiego, w 1926 przedstawiła i obroniła pracę doktorską pt. "Stanowisko społeczeństwa polskiego przed Kongresem Wiedeńskim". Praca ta była publikowana na łamach Przeglądu Historycznego pod tytułem "Polskie zabiegi dyplomatyczne 1813-1814" oraz "Opór społeczeństwa polskiego 1813-1814". Po 1945 aktywna w środowisku historyków polskich na emigracji w Wielkiej Brytanii, a także w Stanach Zjednoczonych. Od 1963 członek Polskiego Towarzystwa Naukowego na Obczyźnie.

## Wybrane publikacje
- Opinja publiczna w Księstwie Warszawskiem w 1813 roku, Warszawa 1928.
- Książę Adam Czartoryski w dobie Powstania Listopadowego, Warszawa 1931.
- Anna Tomaszewicz Dobrska, Warszawa: Instytut Badania Najnowszej Historji Polski 1935.
- Karol Majewski i jego działalność w latach 1859-1863 = Charles Majewski et son activité en 1859-1863, Warszawa: Societas Scientiarum Varsoviensis 1936.
- Karol Majewski w latach 1859-1864, Warszawa: Towarzystwo Naukowe Warszawskie 1937.